# 伦山区坦恩
伦山区坦恩（德語：Tann (Rhön)），简称坦恩（德語：Tann，發音：[tan] ⓘ），是德国黑森州卡塞尔行政区富尔达县的城市，面积60.45平方千米，2023年12月31日人口为4,579人。